# 小倉宮教尊
小倉宮 教尊（おぐらのみや きょうそん）は、室町時代前期の皇族であり、後醍醐天皇の流れを汲む小倉宮の第3代当主。教尊は法名であり、俗名は『南朝皇胤紹運録』では「泰仁」とされているものの、根拠は不明である。勧修寺宮とも呼ばれた。

## 概要
小倉宮2代目聖承の子として生まれた。生年を記す史料は見当たらないものの、醍醐寺座主・満済の日記『満済准后日記』によれば永享2年（1430年）11月27日、足利義持の猶子となった上で真言宗勧修寺門跡に入室したことが記されており、年齢は12歳とされている。逆算すると生年は応永26年（1419年）となる。また法名である教尊の「教」の字は足利義教の一字を「拝領」したものという。
なお、この勧修寺門跡入室は父・聖承の帰京の交換条件であった可能性がある。聖承は、正長元年（1428年）7月6日、伊勢国国司で南朝側の有力者である北畠満雅を頼って居所の嵯峨から逐電。北畠満雅はこの当時、幕府と対立していた鎌倉公方・足利持氏とも連携し、聖承を奉じて蹶起した。しかし、持氏が幕府と和解したことにより、この動きは大きな広がりを見せることはなかった。そして、正長元年12月21日、北畠満雅は伊勢国守護・土岐持頼に敗れて戦死。その後も聖承は伊勢国に滞在したまま抵抗を続けるものの、北畠家が赦免されたことにより、その処遇が問題となる。前内大臣・万里小路時房の日記『建内記』によれば、永享2年（1430年）2月頃より聖承側と万里小路時房の間で帰京のための条件が話し合われていることが読み取れる。それによると、最も大きな懸案となったのは帰京後の生活費で、当面は諸大名の国役として「万疋」を供出し、これを生活費に充てることで決着。また『建内記』からはうかがえないものの、教尊が勧修寺門跡に入室したのは帰京後の永享2年11月であり、村田正志は「皇位の御望みを絶たしめ奉ろうとしたものと思われる」という見方を示しており、これも条件の一つであった可能性もある。なお、伏見宮貞成親王が著した伏見宮家の家譜『椿葉記』ではこの一連の出来事に関連して「御位競望の宮は勧修寺門跡に入室ありて則御出家あり」としており、聖承の行動は教尊を皇位に上らしめんとしてのものだったという見方が示されている。
勧修寺門跡入室後の教尊の消息を伝える史料は多くはないものの、嘉吉元年（1441年）6月23日（嘉吉の乱が起こる前日）、教尊は勧修寺長吏として室町殿（足利義教）のために祈祷を修している。曾祖父の後亀山法皇や父の小倉宮聖承が皇位回復をめざして激しく行動したことを思えば教尊の態度は融和的だったとも言える。
しかし、事態は急転する。2年後の嘉吉3年（1443年）9月23日に起こった禁闕の変への関与が疑われて捕縛。勧修寺の歴代長吏について記した『勧修寺長吏系伝略』には隠岐に配流となり、11月28日示寂とあるという。かくて、史料の上では小倉宮家は絶家した。